# Solotwyn
Solotwyn (ukrainisch Солотвин; russisch Солотвин Solotwin, polnisch Sołotwina) ist eine in der ukrainischen Oblast Iwano-Frankiwsk liegende Siedlung städtischen Typs mit etwa 3900 Einwohnern. Sie liegt südwestlich der Oblasthauptstadt Iwano-Frankiwsk am Ufer der Bystryzja Solotwynska.

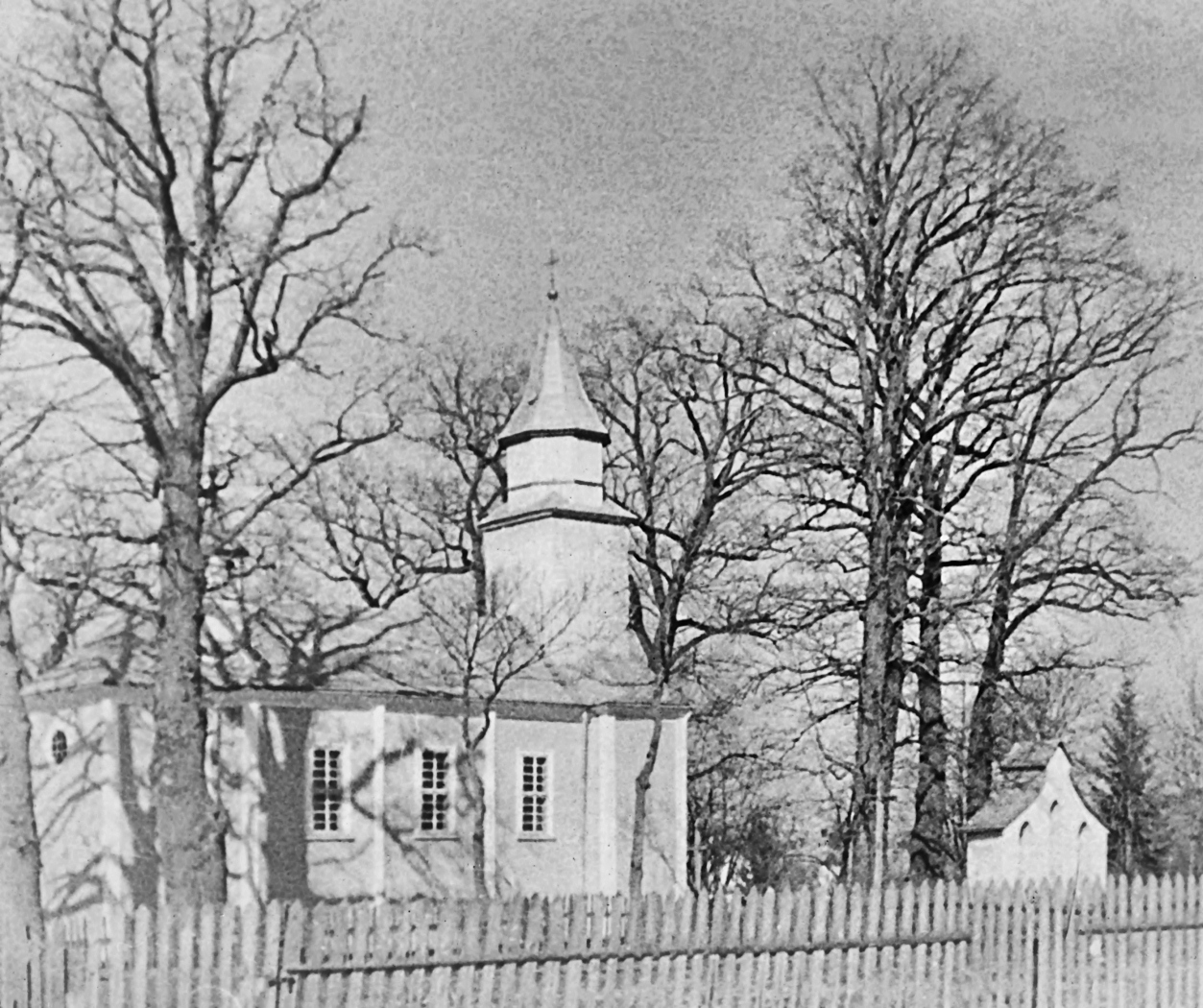
Kirche im Ort (1936)

## Geschichte
Der Ort entstand im 12. Jahrhundert, trug bis ins 16. Jahrhundert den Namen Krasnopol und lag bis 1772 in der Polnisch-Litauischen Adelsrepublik in der Woiwodschaft Ruthenien. Unter dem polnischen Namen Sołotwina gehörte er dann bis 1918 zum österreichischen Galizien und war von 1854 bis 1867 Sitz einer Bezirkshauptmannschaft, danach ab 1867 Sitz eines Bezirksgerichtes im Bezirk Bohorodczany.

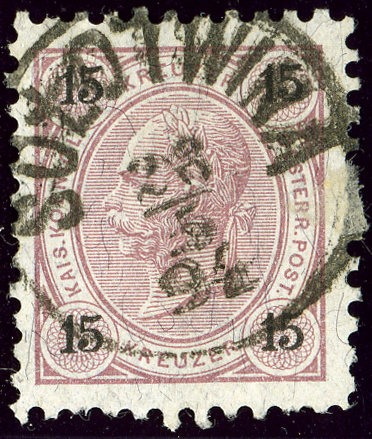
Polnischer Name auf Österr. Briefmarke in 1894

Nach dem Ende des Ersten Weltkrieges kam er zu Polen, war hier ab 1921 in die Woiwodschaft Stanislau eingegliedert und wurde im Zweiten Weltkrieg erst von der Sowjetunion und ab 1941 bis 1944 von Deutschland besetzt und dem Distrikt Galizien angeschlossen.
1945 kam die Stadt wiederum zur Sowjetunion, dort wurde sie Teil der Ukrainischen SSR und ist seit 1991 ein Teil der heutigen Ukraine.
Nach dem Ort ist der durch Solotwyn fließende Fluss Bystryzja Solotwynska genannt, dies dient zur Unterscheidung zum ebenfalls in dieser Gegend fließenden Fluss Bystryzja Nadwirnjanska.

## Verwaltung
Am 12. Juni 2020 wurde die Siedlung zusammen mit 12 umliegenden Dörfern und 1 Ansiedlung zum Zentrum der neugegründeten Siedlungsgemeinde Solotwyn (Солотвинська селищна громада/Solotwynska selyschtschna hromada) im Rajon Iwano-Frankiwsk, bis dahin bildete sie die Siedlungsratsgemeinde Solotwyn (Солотвинська селищна рада/Solotwynska selyschtschna rada) im Rajon Bohorodtschany.
Folgende Orte sind neben dem Hauptort Solotwyn Teil der Gemeinde:
| Name                     | Name         | Name                       | Name          |
| ukrainisch transkribiert | ukrainisch   | russisch                   | polnisch      |
| ------------------------ | ------------ | -------------------------- | ------------- |
| Babtsche                 | Бабче        | Бабче                      | Babcze        |
| Bohriwka                 | Богрівка     | Богровка (Bogrowka)        | Bogrówka      |
| Bojky                    | Бойки        | Бойки (Boiki)              | -             |
| Huta                     | Гута         | Гута (Guta)                | Huta          |
| Jablunka                 | Яблунька     | Яблонька (Jablonka)        | Jabłonka      |
| Krywez                   | Кривець      | Кривец (Kriwez)            | Krzywiec      |
| Krytschka                | Кричка       | Кричка (Kritschka)         | Kryczka       |
| Manjawa                  | Манява       | Манява                     | Maniawa       |
| Markowa                  | Маркова      | Маркова                    | Markowa       |
| Monastyrtschany          | Монастирчани | Монастырчаны               | Manasterczany |
| Porohy                   | Пороги       | Пороги (Porogi)            | Porohy        |
| Rakowez                  | Раковець     | Раковец                    | Rakowiec      |
| Stara Huta               | Стара Гута   | Старая Гута (Staraja Guta) | Stara Huta    |